# Justin Layne
Justin Layne (Cleveland, 12 gennaio 1998) è un giocatore di football americano statunitense che milita nel ruolo di cornerback per i New York Giants della National Football League (NFL).

## Carriera

### Pittsburgh Steelers
Layne fu scelto nel corso del terzo giro (83º assoluto) del Draft NFL 2019 dai Pittsburgh Steelers. Debuttò come professionista subentrando nella gara del terzo turno contro i San Francisco 49ers senza fare registrare alcuna statistica. Il primo tackle lo mise a segno nel sesto turno contro i Los Angeles Chargers. La sua stagione da rookie si chiuse con 3 tackle in 10 presenze, nessuna delle quali come titolare.

### New York Giants
Il 31 agosto 2022 Layne firmò con i New York Giants.